# Store Heddinge
Store Heddinge is een plaats in de Deense regio Seeland, gemeente Stevns. De plaats telt 3492 inwoners (2008).
- Gemeinsame Normdatei: 4795263-5
- MusicBrainz: 586611a6-794e-4962-97e2-c356eeb7c753
- Virtual International Authority File: 247854209
- WorldCat: E39PBJxt3rQvk9FytpvTwrxbh3